# Kalinko-Morgi
Kalinko-Morgi – część wsi Kalinko w Polsce położona w województwie łódzkim, w powiecie łódzkim wschodnim, w gminie Rzgów. W latach 1975–1998 miejscowość administracyjnie należała do ówczesnego województwa łódzkiego.
Kalinko-Morgi należą do sołectwa Kalinko.